# District de Lufwanyama
Le district de Lufwanyama est un district de Zambie, situé dans la province du Copperbelt. Sa capitale se situe à Lufwanyama. 
Sur diverses cartes, le district est joint aux district de Mpongwe et district de Masaiti. Le territoire de ces trois districts fut un temps connu sous le nom de 'Ndola Rural'. Selon le recensement zambien de 2000, le district a une population de 163 185 personnes.